# Präsident des Kontinentalkongresses
Der Präsident des Kontinentalkongresses war der leitende Verantwortliche des Kontinentalkongresses, der von den Delegierten für den Kongress gewählt wurde. Nachdem die Konföderationsartikel am 1. März 1781 angenommen worden waren, war das Amt bekannt als Präsident der Vereinigten Staaten im versammelten Kongress.
Obwohl die Vereinigten Staaten zu der Zeit, als das Amt eingeführt wurde, ein unabhängiger Staat waren, waren die frühen Kongress-Präsidenten nicht alleinige Staatsoberhäupter. Die Position lässt sich am besten mit einem leitenden Vorsitzenden vergleichen und die Amtsinhaber hatten nur wenig Macht in nur einigen wenigen Verantwortungsbereichen.
Durch den Titel „Präsident“ (zu der Zeit unüblich) ergibt sich eine natürliche Linie zwischen dem Amt des Kongress-Präsidenten und dem des heutigen Präsidenten der Vereinigten Staaten von Amerika (siehe weiter unten).
Obgleich alle Delegierten des Kongresses bemerkenswert waren, sind zwei im Bewusstsein vieler Amerikaner besonders lebendig geblieben: John Hancock, da unter seiner Präsidentschaft die Amerikanische Unabhängigkeitserklärung angenommen und unterzeichnet wurde und John Hanson der wegen seines Dienstes als Kongress-Präsident gelegentlich – wenn auch unrichtig – als Erster Präsident der Vereinigten Staaten bezeichnet wird.

## Liste der Präsidenten
Die folgenden Männer dienten als Präsident des Kontinentalkongresses:
- Peyton Randolph (5. September 1774 – 21. Oktober 1774)
- Henry Middleton (22. Oktober 1774 – 26. Oktober 1774)
- Peyton Randolph (erneut) (10. Mai 1775 – 23. Mai 1775)
- John Hancock (24. Mai 1775 – 31. Oktober 1777)
- Henry Laurens (1. November 1777 – 9. Dezember 1778)
- John Jay (10. Dezember 1778 – 27. September 1779)
- Samuel Huntington (28. September 1779 – 11. März 1781)

Die folgenden Männer dienten als Präsidenten der Vereinigten Staaten im versammelten Kongress:
- Samuel Huntington (11. März 1781 – 9. Juli 1781)
- Thomas McKean (10. Juli 1781 – 4. November 1781)
- John Hanson (5. November 1781 – 3. November 1782)
- Elias Boudinot (4. November 1782 – 2. November 1783)
- Thomas Mifflin (3. November 1783 – 31. Oktober 1784)
- Richard Henry Lee (30. November 1784 – 6. November 1785)
- John Hancock (23. November 1785 – 29. Mai 1786)
- Nathaniel Gorham (6. Juni 1786 – 5. November 1786)
- Arthur St. Clair (2. Februar 1787 – 4. November 1787)
- Cyrus Griffin (22. Januar 1788 – 2. November 1788)

Am 1. März 1781 wurde der Titel des Amtes geändert, Samuel Huntington blieb jedoch im Amt.

## Namensform
Die Annahme der Konföderationsartikel änderte die Autorität des Kongresses und seine Beziehung mit anderen Staaten. Es gab außerdem einige Änderungen von Namen von Institutionen und Ämtern, einschließlich des Präsidenten. Während der ersten Sitzungen gab es kleine Änderungen in der Art, wie der Kongress sich selbst bezeichnete. Nun wurden durch die Artikel drei Namen zum Standard:
- Vereinigte Staaten von Amerika war der Name der Konföderation oder des Landes.
- Vereinigte Staaten, versammelt im Kongress war der übliche Name des Kongresses.
- Die volle Bezeichnung des Kongresses, der jedoch nur wenig benutzt wurde, war Vereinigte Staaten von New Hampshire, der Massachusetts-Bucht, Rhode Island und der Providence-Pflanzungen, Connecticut, New York, New Jersey, Pennsylvania, Delaware, Maryland, Virginia, North Carolina, South Carolina und Georgia, versammelt im Kongress.

Es ist interessant, die Bezeichnungen mit denen des Parlaments des Vereinigten Königreichs (das mit einem ähnlichen System funktionierte) zu vergleichen, zum Beispiel „Das ehrenwerte Unterhaus, versammelt im Parlament“.

## Präsident unter den Artikeln
In Anpassung an die Namensänderungen der Regierung wurde der offizielle Titel des leitenden Vorsitzenden Präsident der Vereinigten Staaten, versammelt im Kongress. Abgesehen von John Hanson verwendeten die meisten Präsidenten diesen Titel nur für Verträge und diplomatische Beglaubigungsschreiben für Minister. Die Artikel gaben dem Präsidentenamt nicht die gesamte Macht. Der Präsident wurde für ein Jahr gewählt und ein Delegierter durfte nur drei Mal in Folge gewählt werden. Wenn der Kongress nicht tagte, fungierte ein Staatskomitee, das aus einem Delegierten je Staat bestand, als Regierung.
Die Ansicht, dass das Amt des Präsidenten ein Vorläufer des Amtes des Präsidenten der Vereinigten Staaten sei, wird nach wie vor vertreten. Angesichts zeitgenössischer Dokumente scheint dies jedoch eingeschränkt werden zu müssen. Der Kongress als Ganzes war die Regierung. Er verkörperte die legislative, judikative und exekutive Macht. In der Praxis erwies sich dieses System der Regierung als mangelhaft und als Ergebnis  davon teilte die Verfassung der Vereinigten Staaten die Macht auf und legte die Befugnisse des Präsidenten der Vereinigten Staaten von Amerika fest.